# Canella Challenger 2010
Il Canella Challenger 2010 è stato un torneo professionistico di tennis maschile giocato sulla terra rossa, che faceva parte dell'ATP Challenger Tour 2010. Si è giocato a Biella in Italia dal 10 al 16 maggio 2010.

## Partecipanti

### Teste di serie
| Nazionalità | Giocatore          | Ranking* | Testa di serie |
| ----------- | ------------------ | -------- | -------------- |
| Italia      | Potito Starace     | 60       | 1              |
| Germania    | Andreas Beck       | 85       | 2              |
| Italia      | Paolo Lorenzi      | 95       | 3              |
| Giamaica    | Dustin Brown       | 103      | 4              |
| Italia      | Simone Bolelli     | 113      | 5              |
| Russia      | Tejmuraz Gabašvili | 116      | 6              |
| Germania    | Björn Phau         | 138      | 7              |
| Spagna      | Pablo Andújar      | 149      | 8              |

- Ranking al 3 maggio 2010.

### Altri partecipanti
Giocatori che hanno ricevuto una wild card:
- Paolo Lorenzi
- Enrico Fioravante
- Federico Gaio
- Stefano Napolitano

Giocatori passati dalle qualificazioni:
- Martín Alund
- Alberto Brizzi
- Sergio Gutiérrez-Ferrol
- Gianluca Naso

Giocatori lucky loser:
- Andrea Arnaboldi

## Campioni

### Singolare
Björn Phau ha battuto in finale  Simone Bolelli con il punteggio di 6–4, 6–2

### Doppio
James Cerretani /  Adil Shamasdin hanno battuto in finale  Dustin Brown /  Alessandro Motti con il punteggio di 6–3, 2–6, [11–9]